# Cytisus kreczetoviczii
Cytisus kreczetoviczii är en ärtväxtart som beskrevs av Olena Dmytrivna Wissjulina. Cytisus kreczetoviczii ingår i släktet kvastginster, och familjen ärtväxter. Inga underarter finns listade i Catalogue of Life.